# نومینگیا
نومینگیا(نام علمی: Nomingia) نام یک سرده از فروراسته خاگ‌دزدخزندگان است.